# Кордильера-Домейко
Кордильера-Домейко (исп. Cordillera Domeyko) — горный хребет в Андах на севере Чили (область Антофагаста). Достигает высоты 4 278 м, протяжённость — около 600 км. Отделяет солончак Салар-де-Атакама (часть пустыни Атакама) на западе от плато Пуна-де-Атакама на востоке. Наивысшая точка — гора Серро-Кималь.
К югу от населённого пункта Сан-Педро-де-Атакама располагается небольшой отрог хребта под названием Кордильера-де-ла-Саль.
Основа хребта состоит из палеозойских гранитов, вулканических и морских осадочных пород, а также из триасовых кислых вулканических пород с материковыми включениями. Горная цепь названа в честь учёного Игнацы Домейко, исследовавшего этот хребет.

## Галерея

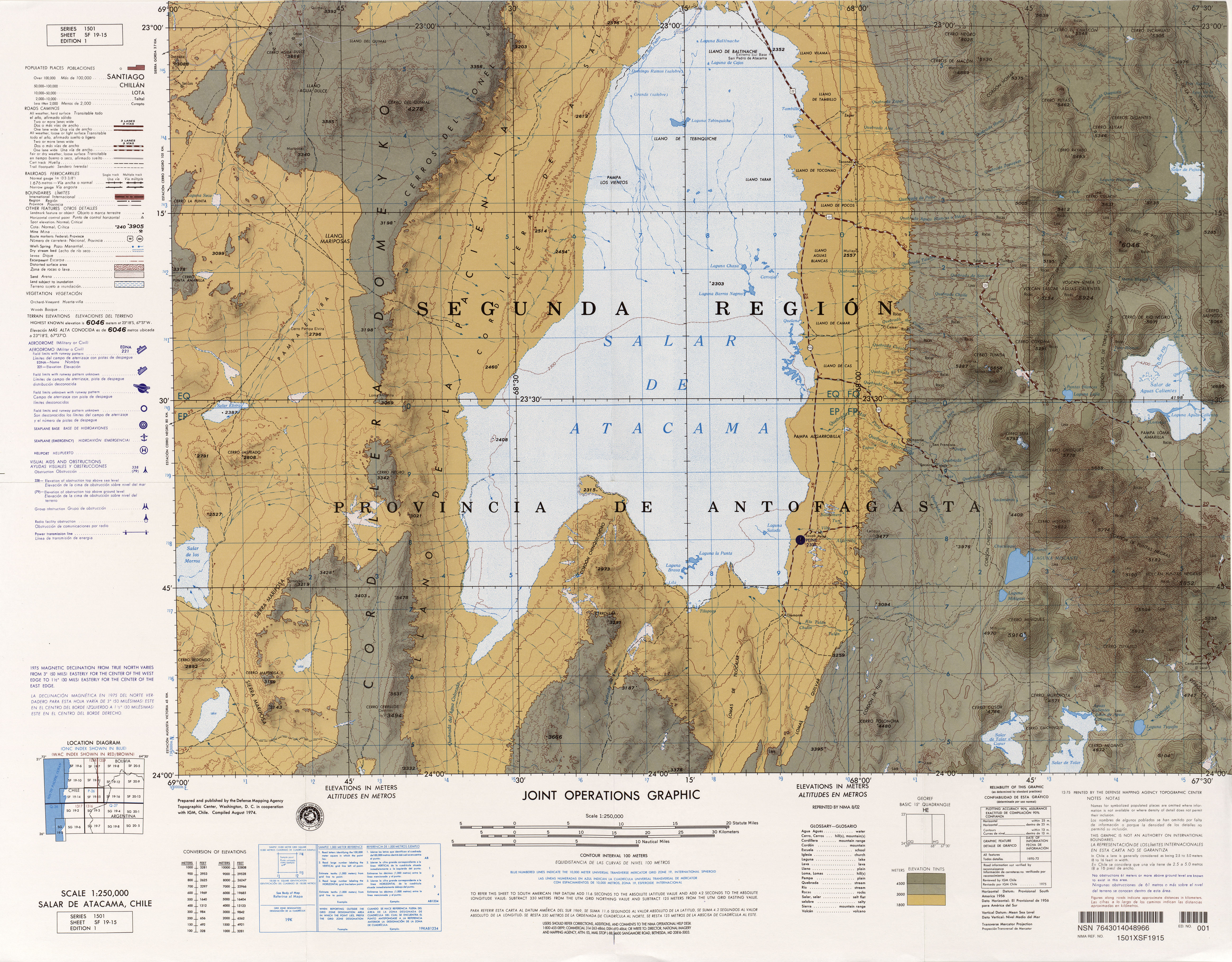
Карта хребта Кордильера-Домейко и Салар-де-Атакама
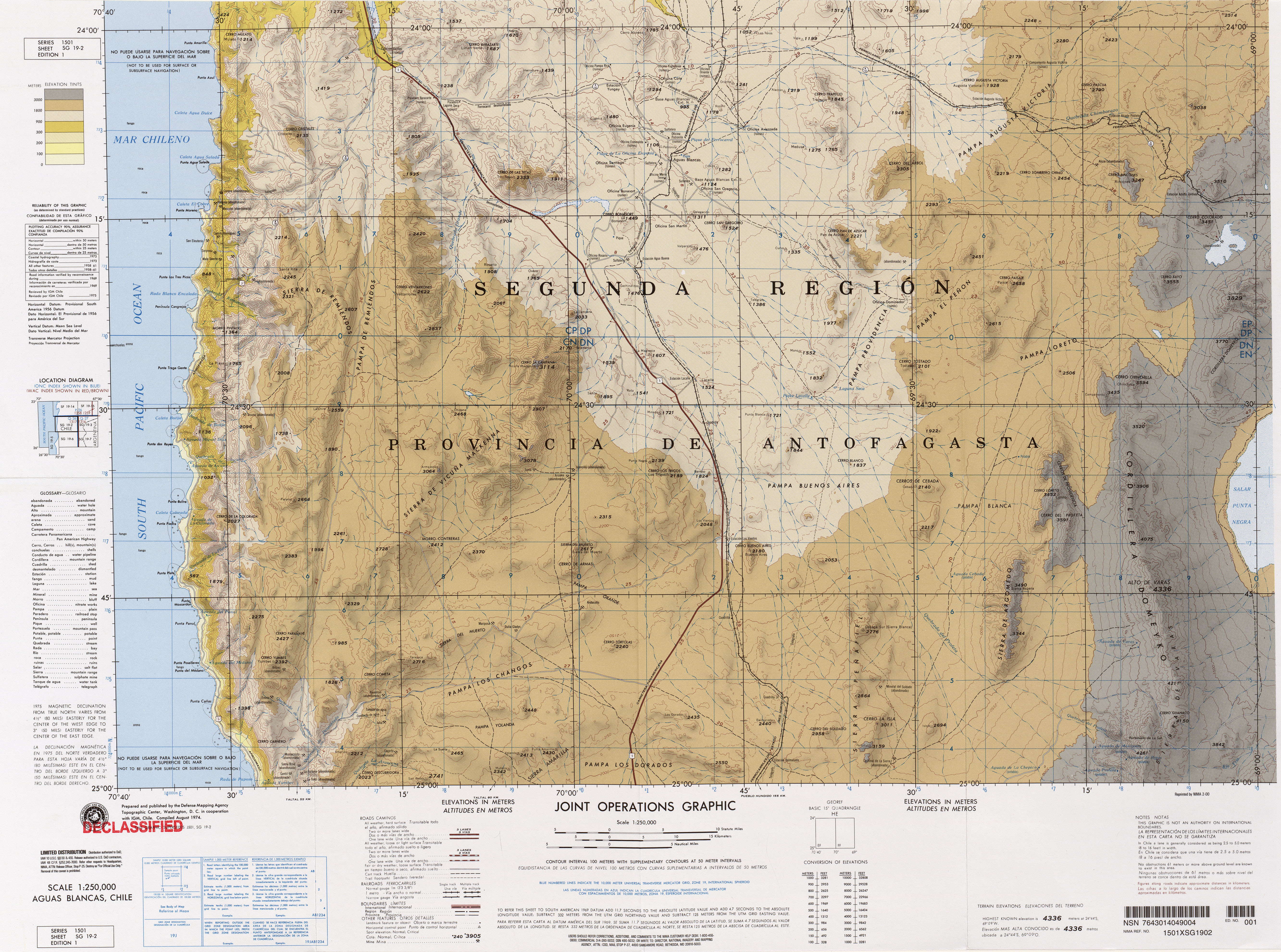
Карта хребта Кордильера-Домейко в области Антофагаста